# Referéndum constitucional de Bolivia de 2009
El referéndum constitucional de Bolivia de 2009 se realizó el domingo 25 de enero de ese año, tras ser pospuesto en dos ocasiones, el 4 de mayo de 2008 y posteriormente el 7 de diciembre de 2008.
Redactado y aprobado por la Asamblea Constituyente de Bolivia en diciembre de 2007, fue objeto de algunas modificaciones por el Congreso Nacional Boliviano en octubre de 2008 y sometido a referendo. La nueva constitución fue aprobada con el 61.43% de los votos. En el mismo referéndum se votó cual debería ser la superficie máxima de tierras que puede poseer un ciudadano, cinco mil o diez mil hectáreas, resultando aprobada la opción de "cinco mil hectáreas" con el 80.65% de los votos.
La nueva constitución fue promulgada y publicada en la Gaceta Oficial de Bolivia el 7 de febrero de 2009, fecha en que entró en vigencia.

## Contexto
El 2 de julio de 2006 se realizaron las elecciones para elegir a los integrantes de la asamblea constituyente que trabajaría en una nueva constitución para Bolivia. Los resultados otorgaron más de un 50% de los 255 escaños de la asamblea al MAS del presidente Evo Morales. Se requería el apoyo de dos tercios de la asamblea para aprobar la constitución., y el 14 de diciembre lo envió oficialmente al Congreso Nacional. El 28 de febrero de 2008 el Congreso convocó la realización del referendo para el 4 de mayo de ese año. Posteriormente la Corte Nacional Electoral suspendió el referendo debido a la falta de "condiciones técnicas, operativas, legales y políticas" para realizar el proceso.
Valiéndose de un decreto debido al bloqueo del proyecto en el Senado, el 28 de enero de 2008 el presidente Evo Morales convocó nuevamente al referendo para el 7 de diciembre de 2008, aunque aduciendo razones legales la CNE volvió a suspender la consulta el 1 de septiembre de ese año.
Finalmente, el 20 de octubre de 2008 el oficialismo (representado por el MAS) y la oposición (por el PODEMOS) alcanzaron un acuerdo, convocando oficialmente la consulta para el 25 de enero de 2009.

## Resultados
La constitución resultó aprobada con un 61,43% de los votos, y fue promulgada por el presidente Evo Morales el 7 de febrero de 2009 en un multitudinario evento en la ciudad de El Alto. Tras firmar el documento. Morales dijo:

"En este día histórico proclamo promulgada la nueva constitución política del Estado boliviano, la vigencia del estado plurinacional unitario, social y, económicamente, el socialismo comunitario"
Evo Morales, presidente de Bolivia

| Sí                      | 2 064 417 | 61,43%     |  |  |
| No                      | 1 296 175 | 38,57%     |  |  |
| Votos válidos           | 3 360 592 | 95.70%     |  |  |
| Votos nulos o blancos   | 151 107   | 4,31%      |  |  |
| Total                   | 3 511 699 | 100,00%    |  |  |
| Participación           | 90,24%    | 90,24%     |  |  |
|                         |           |            |  |  |
| 5000 o 10 000 hectáreas | Votos     | Porcentaje |  |  |
| 5000 hectáreas          | 1 956 596 | 80,65%     |  |  |
| 10 000 hectáreas        | 469 385   | 19,35%     |  |  |
| Votos válidos           | 2 425 981 | 69,18%     |  |  |
| Votos nulos o blancos   | 1 081 749 | 31,29%     |  |  |
| Total                   | 3 507 730 | 100.00%    |  |  |
| Participación           | 90,14%    | 90,14%     |  |  |